# شاپرک‌های کاکلی
شاپرک‌های کاکلی (به لاتین: Nolidae) نام یک تیره از راسته پروانه‌سانان است.